# Rita Rudner
Rita Carol Rudner (Miami, 17 settembre 1953) è una comica, attrice e cabarettista statunitense, specializzata nella stand-up comedy.

## Biografia
Nata a Miami dalla casalinga ebrea ortodossa Frances e dall'avvocato Abe Rudner, Rita crebbe a Coconut Grove. Appena tredicenne, perse la madre a causa di un cancro al seno e qualche tempo più tardi suo padre si risposò in seconde nozze. Rita ebbe un rapporto complicato con la matrigna, che non era ebrea, cosa che suscitò in lei un forte desiderio di indipendenza. Dopo il diploma di scuola superiore, lasciò la Florida per trasferirsi a New York, cercando di farsi strada nel mondo dello spettacolo come ballerina. Lavorò a Broadway in diverse produzioni musicali di successo, tra cui Follies e Mack and Mabel, per poi impersonare Lily St. Regis in Annie.
Notando la penuria di esponenti femminili nel panorama della comicità, Rita Rudner decise di intraprendere la strada della stand-up comedy. Studiò a lungo per costruire un personaggio efficace: prese come riferimento il personaggio della donna sciocca interpretato da Gracie Allen e lo ribaltò, rendendola pungente e arguta. Dichiarò inoltre di essere stata particolarmente ispirata dai lavori di Woody Allen. Il suo stile mordace la rese ben presto molto popolare presso il pubblico. Ottenuto un certo successo nei club, debuttò in televisione nel 1982, nel corso del Late Night with David Letterman. Nel corso degli anni Ottanta fu una presenza ricorrente nel Tonight Show di Johnny Carson e le furono affidati diversi spettacoli comici sull'emittente HBO. Lavorò anche nel Regno Unito, ottenendo un proprio sketch show in sei puntate per BBC Two nel 1990.
Nel 1984 si esibì all'Edinburgh Fringe, dove conobbe quello che sarebbe diventato suo marito, il produttore britannico Martin Bergman. Rita e Martin adottarono poi una figlia.
Nel 1992, Rita Rudner e suo marito scrissero la sceneggiatura del film Gli amici di Peter, in cui lei lavorò anche come attrice. La pellicola ottenne numerosi riconoscimenti e fu candidata anche al Premio Goya per il miglior film europeo. Dopo aver scritto insieme altri lavori, la coppia decise di trasferirsi a Las Vegas, dove Rita riprese la propria attività di cabarettista. Venne nominata "Comico dell'anno" a Las Vegas per nove anni consecutivi. Il suo show, che vendette oltre due milioni di biglietti, divenne il più longevo nella storia della città. Negli anni a venire si esibì quasi esclusivamente all'interno del casinò The Venetian. Dal 2003, ideò e condusse per due anni la trasmissione televisiva Ask Rita, in cui un gruppo di celebrità cercava di suggerire soluzioni ai problemi personali posti dal pubblico in sala.
Rita Rudner è autrice di cinque libri.

## Filmografia

### Cinema
- Tipi sbagliati (The Wrong Guys), regia di Danny Bilson (1988)
- California Skate (Gleaming the Cube), regia di Graeme Clifford (1989)
- That's Adequate, regia di Harry Hurwitz (1989)
- Gli amici di Peter (Peter's Friends), regia di Kenneth Branagh (1992)
- Goldilocks and the Three Bears, regia di Brent Loefke (1995)
- Love Hurts, regia di Barra Grant (2009)
- Thanks, regia di Martin Bergman (2011)

### Televisione
- I racconti della cripta (Tales from the Crypt) - serie TV, 1 episodio (1994)
- Dr. Katz, Professional Therapist - serie animata, 1 episodio (1995)
- A Weekend in the Country - film TV (1996)
- Troppi in famiglia (Something So Right) - serie TV, 1 episodio (1997)
- La tata (The Nanny) - serie TV, 2 episodi (1998-1999)
- V.I.P. - serie TV, 1 episodio (2000)
- Hollywood Off-Ramp - serie TV, 1 episodio (2000)
- Ginger (As Told by Ginger) - serie animata, 1 episodio (2000)
- Victor Borge: 100 Years of Music & Laughter! - film TV (2008)
- RuPaul's Drag Race - reality show, 1 episodio (2011)
- Melissa & Joey - serie TV, 1 episodio (2012)
- Dice - serie TV, 1 episodio (2016)
- This Is Not Happening - programma televisivo, 1 episodio (2019)
- Magnum P.I. - serie TV, 1 episodio (2022)

## Doppiatrici italiane
Nelle versioni in italiano delle opere in cui ha recitato, Rita Rudner è stata doppiata da:
- Alessandra Korompay in Magnum P.I.

## Opere
- Naked Beneath My Clothes: Tales of a Revealing Nature, Westminster, Penguin Books, 1993, ISBN 978-0759652408.
- Rita Rudner's Guide To Men, New York, Viking Press, 1994, ISBN 978-0-670-85507-0.
- Tickled Pink: A Comic Novel, New York, Atria Books, 2001, ISBN 978-0-743-44261-9.
- Turning the Tables: A Novel, New York, Crown Publishing Group, 2006, ISBN 978-0-307-33912-6.
- I Still Have It... I Just Can't Remember Where I Put It: Confessions of a Fiftysomething, New York, Harmony, 2008, ISBN 978-0-307-39459-0.

## Riconoscimenti
- Grammy Awards
  - 1993 – Candidatura come miglior album commedia per Naked Beneath My Clothes[21]

- American Comedy Awards
  - 1990 – Vincitrice come Stand-up femminile più divertente
  - 1993 – Candidatura come miglior attrice in una commedia per Gli amici di Peter